# Velběhy
Velběhy jsou malá vesnice, část obce Osečany v okrese Příbram ve Středočeském kraji. Nachází se asi dva kilometry severovýchodně od Osečan. Vesnicí prochází silnice II/105. Je zde evidováno 27 adres. V roce 2011 zde trvale žilo 42 obyvatel.
Velběhy jsou také název katastrálního území o rozloze 2,2 km².

## Historie
První písemná zmínka o vesnici pochází z roku 1222.
Za druhé světové války se ves stala součástí vojenského cvičiště Zbraní SS Benešov a její obyvatelé se museli 31. října 1943 vystěhovat.

## Obyvatelstvo
| Rok            | 1869 | 1880 | 1890 | 1900 | 1910 | 1921 | 1930 | 1950 | 1961 | 1970 | 1980 | 1991 | 2001 | 2011 | 2021 |
| -------------- | ---- | ---- | ---- | ---- | ---- | ---- | ---- | ---- | ---- | ---- | ---- | ---- | ---- | ---- | ---- |
| Počet obyvatel | 125  | 143  | 142  | 132  | 120  | 108  | 113  | 86   | 79   | 78   | 73   | 51   | 41   | 42   | 40   |
| Počet domů     | 20   | 21   | 22   | 21   | 22   | 22   | 23   | 23   | 23   | 22   | 19   | 19   | 22   | 24   | 25   |

## Obecní správa
Při sčítání lidu v letech 1900–1987 Velběhy byly osadou obce Osečany, se kterým patřily nejprve do okresu Sedlčany, ale od roku 1960 v okrese Příbram. Od 1. ledna 1988 do 30. června 1990 byly částí města Sedlčany v okrese Příbram. Od 1. července 1990 jsou opět částí obce Osečany v okrese Příbram.